# Layla
Это статья о песне. О женском имени см. Лейла
«Layla» — заглавная песня группы Derek and the Dominos из альбома Layla and Other Assorted Love Songs, выпущенного в декабре 1970 года. Считается одной из самых значительных песен о любви в рок-музыке.
«Лейла» примечательна виртуозными гитарными проигрышами в исполнении Эрика Клэптона и Дуэйна Олмэна в первой части песни и контрастирующей фортепианной партией без слов, сочинённой Джимом Гордоном во второй.
Поводом для сочинения песни была любовь Клэптона к Патти Бойд, жене его друга Джорджа Харрисона. Первый релиз «Лейлы» не пользовался успехом, но затем песня приобрела любовь не только публики, но и критиков. Её нередко называли одной из величайших рок-песен всех времён. Дважды песня была успешна в чартах: в 1972 году и спустя 12 лет. В 2004 году песня заняла 27-ю позицию в списке 500 величайших песен всех времён по версии журнала Rolling Stone.

## Предыстория
Джордж Харрисон познакомился с Патти Бойд во время съёмок фильма «Вечер трудного дня» и женился на ней в 1966 году. Клэптон и Харрисон были в то время близкими друзьями. Так Эрик Клэптон участвовал в работе над песней Харрисона «While My Guitar Gently Weeps» из знаменитого Белого альбома, а Харрисон сыграл на гитаре в песне «Badge» группы Cream (где играл на тот момент Клэптон) под псевдонимом L’Angelo Misterioso. Во время, когда Blind Faith распадались, а Клэптон, раздражённый истерией, которая раздувалась вокруг группы, покинул коллектив и присоединился к малоизвестному семейному дуэту Делани и Бонни Брэмлетт, произошло нечто неожиданное: он влюбился в Патти.
Название песни было навеяно восточной поэмой «Лейла и Меджнун», воспетой классиком персидской поэзии Низами Гянджеви. Лейлу насильно выдали замуж, и её возлюбленный Кейс (прозванный меджнуном, перс. مجنون‎ «одержимый; безумный») ушёл от своего племени в пустыню и жил одиноко, слагая песни в честь Лейлы. Лейла переехала с мужем в Ирак, где вскоре заболела от тоски по Кейсу и умерла. Через несколько лет был найден мёртвым и Кейс. Эту повесть Клэптону поведал его друг Иэн Даллас и его тронула эта история.
Отношения Харрисона с Бойд через несколько лет зашли в тупик. В 1977 году они развелись. По словам Харрисона к тому времени «отношения с Патти уже прекратились», поэтому свадьба Клэптона и Бойд не вызвала у него протеста: «Он женился на ней, … и настоящая проблема возникла у Эрика: его страшно злило, что я на него совсем не сердился!» Харрисон вместе с Ринго Старром и Полом Маккартни посетил свадьбу Клэптона и Бойд, состоявшуюся в 1979 году. Однако семейная жизнь Клэптона и Бойд не была счастливой: в 1989 году они развелись.

## Запись

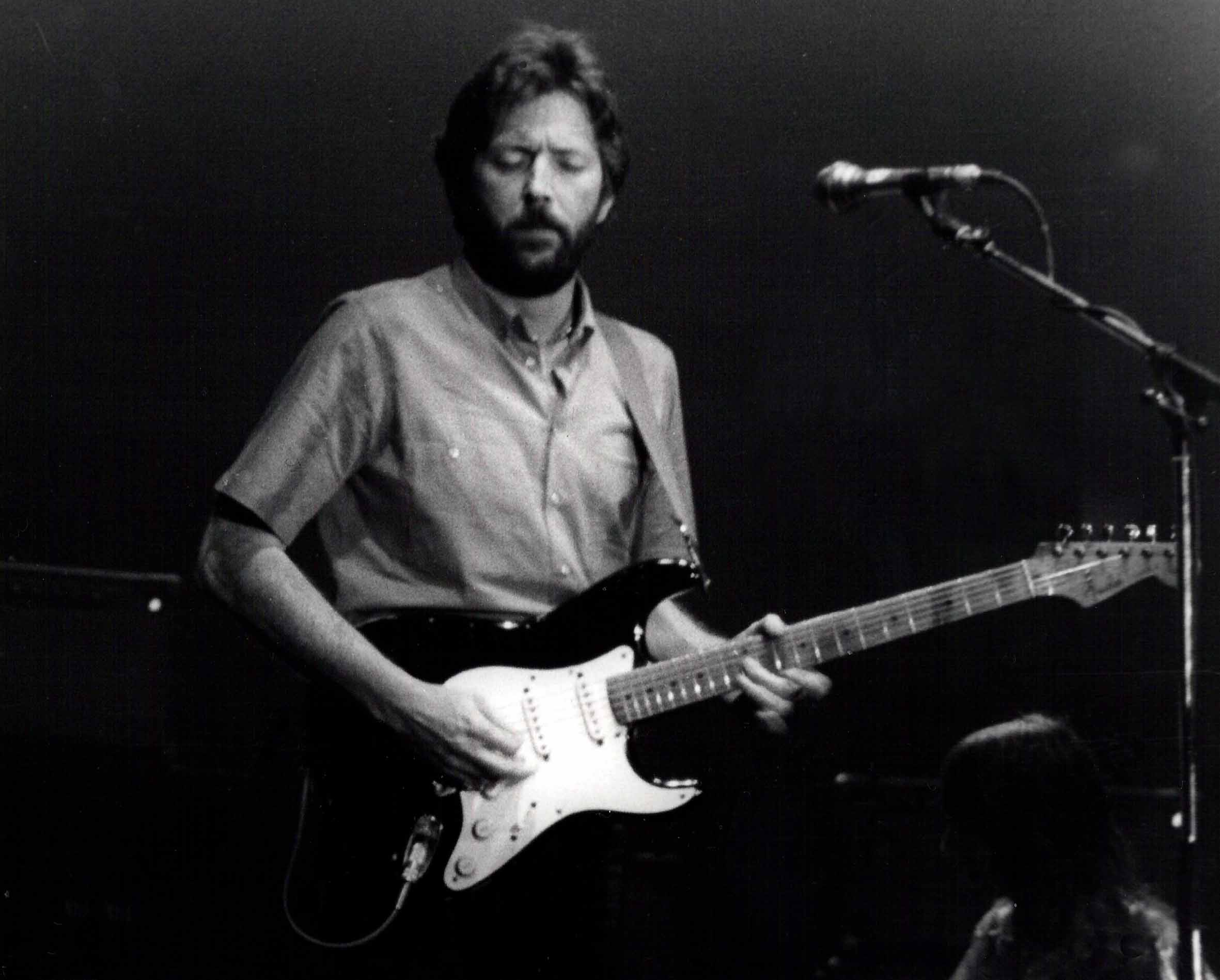
Эрик Клэптон

После распада Cream Клэптон принял участие в нескольких музыкальных проектах, в том числе в собственной недолговечной группе Blind Faith, а также выступал с дуэтом Delaney & Bonnie. Весной 1970 Клэптон узнал, что Delaney & Bonnie покинули аккомпанирующие музыканты: басист Карл Рэйдл, барабанщик Джим Гордон, и клавишник Бобби Уитлок. Воспользовавшись случаем, Клэптон предложил им стать участниками новой группы, получившей название Derek and the Dominos.
Во второй половине 1970 года к группе присоединился Дуэйн Олмэн, гитарист Allman Brothers. Клэптон и Олмэн высоко ценили творчество друг друга. Клэптон к тому времени успел по приглашению Тома Дауда выступить с Allman Brothers. Олмэн и Клэптон легко находили общий язык и вскоре стали хорошими друзьями.
Дауд к тому времени был известен по множеству работ, в том числе с Клэптоном в Cream (Клэптон однажды назвал его «идеальным человеком для записи»). Работа над данным альбомом станет ещё одним его достижением. В документальном фильме о Дауде, который назывался «Tom Dowd and the Language of Music», показано как он перемикшировал первоначальные мастер-ленты с «Лейлой».
Спустя некоторое время Клэптон возвратился в студию ночью. Там он застал Гордона, играющего сочинённую им мелодию на фортепиано. Клэптону понравилась мелодия, и он убедил Гордона включить её в песню. Спустя примерно три недели после того как были записаны первые три минуты, «Layla» была завершена.

## Структура

Первые 5 тактов гитарной партии из песни «Layla»

«Layla» состоит из двух частей, каждая характеризуется своим повторяющимся ритмико-мелодический элементом, или риффом. Первая часть, записанная в тональности ре минор для припевов и до-диез минор для куплетов, сосредоточена вокруг «фирменного» риффа — гитарной мелодии, сыгранной с применением hammer-on'ов, pull-off'ов и квинтаккордов. Рифф, как обычно полагают, был сочинён Дуэйном Олмэном на основе вокальной мелодии песни Альберта Кинга «As the Years Go Passing By» из альбома 1967 года Born Under a Bad Sign. Первая секция также содержит записанное при помощи наложения гитарное соло, своего рода дуэт между слайд-гитарой Оллмэна и вибрато бенда Клэптона. Помещая свой слайд в пунктах за концом накладки гитары, Оллмэн мог играть более высокие ноты, чем можно было бы без неё. Том Дауд называл их «нотами, которых нет на инструменте!».
Вторую часть, написанную Джимом Гордоном, обычно называют «фортепианной кодой». Первоначально она была сыграна в до мажоре, однако во время микширования скорость ленты коды была увеличена. Получившаяся тональность находится где-то между до и до-диезом. Клавишная интерлюдия в конце песни дополнена акустической гитарой и является также сопровождением к outro-соло. Та же мелодия играется на слайд-гитаре Дуэйна, но на одну октаву выше. Джим Гордон, в отличие от Клэптона и Олмэна, просто играет мелодию, не импровизируя. Клавишные — фактически главный инструмент во время коды, а соло выступает в качестве ритма.
Сам Эрик Клэптон так однажды сказал об этой песне:

«Лейла» — сложная, это песня, которую не так просто исполнять вживую. Нужен очень сильный коллектив музыкантов, чтобы все составляющие были на месте, но когда всё есть… К примеру, её сложно исполнять в квартете, потому есть партии в которых нужно петь и исполнять совершенно противоположные вещи, что практически невозможно. Однако если с вами большой коллектив, как у меня в турне, тогда исполнить что-то вроде «Лейлы» будет легко — и я очень этим горжусь. Мне очень нравится слушать эту песню. Как будто она не моя. Как будто я слушаю кого-то, кто мне очень нравится. Я любил группу Derek and The Dominos и в то же время я как будто бы сам в ней и не участвовал. Я просто фанат Derek and The Dominos. Иногда моя собственная музыка может быть такой. Если она сыграла своё предназначение быть хорошей музыкой, то я уже не ассоциирую себя с ней. Как будто это кто-то другой. И тогда такие песни легко исполнять.Оригинальный текст (англ.)'Layla' is a difficult one, because it’s a difficult song to perform live. You have to have a good complement of musicians to get all of the ingredients going but, when you’ve got that… It’s difficult to do as a quartet, for instance, because there are some parts you have to play and sing completely opposing lines, which is almost impossible to do. If you’ve got a big band, which I will have on the tour, then it will be easy to do something like 'Layla' — and I’m very proud of it. I love to hear it. It’s almost like it’s not me. It’s like I’m listening to someone that I really like. Derek and The Dominos was a band I really liked—and it’s almost like I wasn’t in that band. It’s just a band that I’m a fan of. Sometimes, my own music can be like that. When it’s served its purpose to being good music, I don’t associate myself with it anymore. It’s like someone else. It’s easy to do those songs then.
Патти Бойд про эту песню сказала:

Он такой потрясающий музыкант, что способен вкладывать свои эмоции в музыку в такую форму, что слушатели могут чувствовать их инстинктивно. Это проходит прямо через тебя.Оригинальный текст (англ.)He's such an incredible musician that he's able to put his emotions into music in such a way that the audience can feel it instinctively. It goes right through you.

## Позиции в хит-парадах
Годовые чарты:
| Чарт (1972)                         | Позиция |
| ----------------------------------- | ------- |
| США (Billboard Top Pop 100 Singles) | 60      |

## Дальнейшая судьба песни
Альбом «Layla and Other Assorted Love Songs» после своего появления на прилавках продавался плохо и итоге не попал в чарты в Великобритании. Это было, отчасти, обусловлено тем, что имя Клэптона было упомянуто лишь на внутренней стороне обложки альбома, а снаружи он выглядел как двойной альбом неизвестной группы. Заглавную песню продолжительностью в семь минут радиостанции отказывались ставить в эфир. В итоге её для выпуска на сингле пришлось укоротить до 2:43. Сингл «Layla» был выпущен в марте 1971 (лейбл Atco) и достиг 51-й позиции в Биллборде.
Однако, когда «Layla» в 1972 году вошла в сборник The History of Eric Clapton и затем выпущена как сингл, он достиг 7-й позиции Великобритании и #10-й в США. Оценки критиков с тех пор было всецело положительными. Дэйв Марш, в «The Rolling Stone Illustrated History of Rock and Roll», написал, что,

Найдётся немного моментов в репертуаре записанного рока, где певец или автор достигли такого глубокого погружения в себя, что слушание их является родственным наблюдению убийства или самоубийства… для меня, «Layla» является самым значительным из них.Оригинальный текст (англ.)there are few moments in the repertoire of recorded rock where a singer or writer has reached so deeply into himself that the effect of hearing them is akin to witnessing a murder or a suicide… to me 'Layla' is the greatest of them.
В 1982 году «Layla» была ещё раз выпущена в качестве сингла в Великобритании и пользовалась ещё большим успехом чем в 1972 году, достигнув в 4-й позиции.
К концу 1980-х — началу 1990-х, песня стала культовой, что отразило её попадания в списки «величайших песен всех времён»: например 27 место среди 500 величайших песен всех времён по версии журнала Rolling Stone; и 16-е место в списке «VH1's 100 Greatest Songs of Rock and Roll».

### В кино и на телевидении
- Клавишная кода песни звучала в фильме Мартина Скорсезе «Славные парни»[19].
- Песня звучала в серии "Whitecaps" сериала "Клан Сопрано"[20] и серии "Line of Fire" сериала "Полиция Майами: Отдел нравов"[21].
- В последней серии 3 сезона "Funeral for a Ford" телепрограммы Grand Tour песня была использована в качестве саундтрека для ретроспективного клипа[22], показанного после объявления о прекращении студийных съёмок шоу после 16 лет совместной работы трио ведущих - Джереми Кларксона, Ричарда Хаммонда и Джеймса Мэя[23].
- Начальный гитарный риф песни звучал в британской рекламе автомобилей Vauxhall Cavalier 1988 года[24].

### Кавер-версии
- Первый кавер на эту песню появился в 1979 году, и исполнила его диско-группа Chilly, в альбоме Come to L.A.
- В 1981 году мелодию «Лейлы» исполнил Лондонский симфонический оркестр[25]. Подобное была исполнена и Королевский филармонический оркестр[26].
- 20 сентября 1983 года на благотворительном концерте под названием «ARMS Charity Concert» в пользу больных рассеянным склерозом в Королевском Альберте Холе в Лондоне, состоялся джем с участием Эрика Клэптона, Джеффа Бека и Джимми Пэйджа[27], исполнивших «Layla» и «Tulsa Time».
- Кавер-версии «Лейлы» другими исполнителями был сравнительно редки: Джон Фэи, в альбоме 1985 года «Rain Forest, Oceans, And Other Themes» и джазовый гитарист Ларри Карлтон.

В 1992 году Эрик Клэптон представил новую блюзовую версию песни «Layla».
В 1994 году французский певец Анри Сальвадор записал кавер-версию песни в своём альбоме «Monsieur Henri».
В 2003 году группа Allman Brothers стала исполнять эту песню на концертах. Уоррен Хэйнес пел, Грегг Оллмэн играл клавишную партию, и Дерек Трукс играл гитарную партию Дуэйна. Это было данью уважения не только Дуэйну, но и продюсеру Тому Дауду, который умер годом ранее.
19 мая 2007 на бесплатном концерте, названном «The Road To Austin» Бобби Уитлок исполнил собственные электрические версии песен «Layla» и «Why Does Love Got To Be So Sad» с участием гитаристов Эрика Джонсона и Дэвида Гриссома.
В 2016 году Guns N' Roses сделали кавер на эту песню и исполняли на своих концертах.

## Unplugged-версия
В 1992 году Клэптона пригласили сыграть концерт для MTV Unplugged. В альбом, под названием «Unplugged», записанный на этом концерте, вошло много блюзовых стандартов и новая песня «Tears in Heaven». В альбоме была и новая версия песни «Layla». Песня в новой аранжировке стала медленнее, её рифф был изменён, а клавишная кода убрана. В целом эта версия спокойнее и ближе к традиционному блюзу, чем оригинальная.
Новая версия «Лейлы» была выпущена в качестве сингла и достигла 12-й позиции в американских чартах, а через некоторое время выиграла премию Грэмми в 1992 году в категории лучшая рок-песня, потеснив «Smells Like Teen Spirit» Нирваны. Позже эту победу включат в список 10 самых больших неожиданных поражений в истории Грэмми по версии Entertainment Weekly.
В концерте «MTV Unplugged» приняли участие музыканты:
- Eric Clapton — акустическая гитара, основной вокал
- Ray Cooper — перкуссия
- Nathan East — акустическая бас-гитара, бэк-вокал
- Andy Fairweather Low — акустическая ритм-гитара
- Steve Ferrone — ударные
- Chuck Leavell — фортепиано
- Katie Kissoon — бэк-вокал
- Tessa Niles — бэк-вокал